# Mliwis
Mliwis is een bestuurslaag in het regentschap Boyolali van de provincie Midden-Java, Indonesië. Mliwis telt 6143 inwoners (volkstelling 2010).